# Hans Peter Holst
Hans Peter Holst, född den 22 oktober 1811 i Köpenhamn, död den 2 juni 1893, var en dansk diktare.

## Biografi
Holst blev student 1829 och var 1836-61 lärare i danska vid krigsskolan, 1859-60 Berlingske tidendes redaktör och 1864-68 samt åter efter 1875 till sin död sceninstruktör vid kungliga teatern. Han fick 1851 titeln professor och blev 1891 konferensråd. 
Redan 1832 utgav han Fire romancer, och 1839 fick han allmän uppmärksamhet genom en vacker dikt över Fredrik VI:s död. 1840 utkom en samling Digte (2:a samlingen 1859) och efter en resa till Italien Ude og hjemme (1842, 3:e uppl. 1872), en samling dikter, noveller och reseskildringar. 
Även det romantiska skådespelet Gioacchino (1844, om Murat) och vådevillen William og Emma (1846) gjorde mycken lycka. Kriget 1848 gav upphov till den episka dikten Den lille hornblæser (1849, 9:e uppl. 1902; svensk översättning 1851). Senare utgav han diktcykeln Fra min ungdom (1873), Udvalgte digte (1874), Lejlighedsdigte 1849-84 (1884) och Udvalgte skrifter (6 bd, 1887-88). 
Något årtionde efter hans död sades det om honom: "Utan att vara någon betydande, ännu mindre särskildt utpräglad diktare, utmärkte han sig för vackert språk och fulländad form, och ej få af hans romanser och sånger ha vunnit stor och välförtjänt folkgunst."

## Utmärkelser
- Riddare av Dannebrogorden,  1847[3]
- Dannebrogsmännens hederstecken,  1848[3]
- Kommendör av Dannebrogorden,  1879[3]
- Kommendör av första graden av Dannebrogorden,  1886[3]

[Redigera Wikidata]